# RAM
RAM (енгл. random-access memory — „меморија са случајним приступом”), означава врсту меморије која је директно адресибилна и њеном садржају се може приступити по произвољној локацији, а не само редом (секвенцијално, као код трака). RAM дозвољава да се подаци узимају директно у насумичном редоследу. Код других медијума, попут тврдих дискова, CD-ова, DVD-ова и магнетних трака, као и примитивних типова меморија попут добош меморије, подаци се записују у предодређеном реду, узастопно, због ограничења механичког дизајна. Због тога, време приступања датој локацији варира зависно од физичке локације.
Најчешће се користи у рачунарима као примарна или главна меморија, мада то није неопходно.
Данас је RAM у облику интегрисаних кола. Стриктно говорећи, модерни типови DRAM-а немају насумичан приступ, пошто се подаци читају у рафалима, иако је име DRAM остало. Ипак многи типови SRAM-а, ROM-а, OTP-а и NOR флеша и даље имају случајан приступ и у стриктном смислу. RAM се повезује са непостојаним типом меморије (као што су DRAM меморијски модули), где се информације губе ако нестане струје. Многи други типови постојане меморије су RAM такође, укључујући већину ROM и један тип флеш меморије зван NOR флеш. Први RAM модули на тржишту су направљени 1951. и продавани су до краја 1960-их.
Под термином RAM се често сматрају меморије које губе садржај по престанку напајања (нпр. насупрот ROM меморијама), али то није неопходно јер скраћеница RAM једино означава слободу у редоследу приступа.

## Историја
Рани рачунари су користили релеје за главне функције меморије. Ултразвучне линије на кашњење су могли да испоруче податке само онако како су написани. Добош меморија је могла јефтино да се прошири али враћање несеквенцијалне меморије је захтевало познавање добош меморије. Резе направљене од триода из вакуумских цеви и дискретних транзистора су коришћене за мање и брже меморије као што су регистри са насумичним приступом. Такви регистри су били велики, неефикасни и скупи за чување великих података. Генерално се могло користити само стотину или хиљаду бајтова.
Прва практична RAM меморија је била Вилијамсова туба, направљена 1947. Чувала је податке као електрично набијене тачке на екрану ЦРТ. Пошто је електронски зрак могао да пише и чита тачке на туби у било ком редоследу, ово је била RAM. Капацитет је порастао са неколико стотина на хиљаду битова, али је била много мања, ефикаснија и бржа. Развијена је н Универзитету Манчестер у Енглеској.
Меморија са магнетним језгром је направљена 1947. и развијана је до 1970-их. Постала је широко коришћена врста RAM-а. Мењањем магнетизације сваког прстена, подаци би могли бити чувани са једним битом по прстену. Пошто је сваки прстен имао комбинацију адресних жица за бирање и читање или писање, приступ било којој меморијској локацији је био могућ.
Меморија са магнетним језгром је била стандардна меморија док је није заменила меморија чврстог стања, са почетком 1970-их. Роберт Денард је изумео DRAM 1968. Ово је омогућило експериментисање са 4 или 6 транзисторним колом са резом од једног транзистора за сваки меморијски бит, што је значајно повећало густину меморије. Оидацу су постављани у мали капацитет у сваком транзистору и морао је бити периодично освежен сваких пар милисекунди пре него што меморија исцури. Пре развоја интегрисаних ROM кола, трајни RAM је често прављен користећи матрице диода које су покретали декодери адреса.

## Подела меморије
Када се уопштено говори о меморији, основна подела је на ROM, RAM и хибрид та два типа. Из ROM-а подаци могу само да се читају па отуда и име ROM. Постоји више врста ROM-а од којих је први и најосновнији онај у којем су инструкције хардверски уписане распоредом транзистора унутар чипа. Такве меморије се и данас употребљавају под именом MROM и њихова основна предност је ниска цена производње (када се прави велики број чипова). Следећи корак је PROM који долази непрограмиран. Подаци се у њега уписују програматором који пушта струју на улазне пинове чипа. Када се PROM једном програмира, његов садржај је немогуће изменити. Садржај EPROM-а уписује се на исти начин, али га је могуће брисати и поново уписати неограничен број пута. EPROM се брише осветљавањем површине чипа UV светлошћу кроз стаклени прозорчић.
Често се као супротност ROM-у узима RAM. Скраћеница RAM значи да се подацима похрањеним у меморији може приступати насумично. Да не буде забуне, и ROM омогућава насумично читање података. Име RAM потиче из времена када је било уобичајено да се подаци из меморије читају секвенцијално па је тај назив остао до данас иако то није главна особина ове меморије. Основна разлика између RAM-а и ROM-а је што се у RAM неограничено уписује и брише, понекад и неколико пута у секунди, али је за чување података неопходна струја. Ужа подела RAM-а је на SRAM и DRAM. SRAM чува податке докле год чип добија струју, док је податке у DRAM-у потребно освежавати и поред тога што чип константно добија струју. DRAM контролер константно освежава садржај меморије и омогућава да се DRAM понаша као SRAM. Чему онда постојање оба типа меморије? SRAM је око четири пута бржи од DRAM-а, али је зато и пуно скупљи и заузима више места. Због тога се SRAM користи тамо где су потребне мале количине брзе меморије, као што је L1 и L2 кеш процесора. Друго питање је зашто је садржај DRAM-а неопходно обнављати, а SRAM-а не. Конструкција DRAM-а је изузетно једноставна – сваки бит меморије састоји се од једног транзистора и једног кондензатора (за разлику од шест и више транзистора по биту код SRAM-а). Уколико у кондензатору има струје, вредност је „1”, а ако нема, онда је „0”. Пошто су кондензатори јако мали, они веома брзо губе струју па је њихов садржај потребно често освежавати у периодима од неколико милисекунди. Код SRAM-а се податак да ли је бит „0” или „1” добија на основу напона на излазу тзв. флип-флоп кола.
Како се технологија развијала тако је линија која раздваја RAM и ROM почела да бледи и јавља се велики број меморија које спадају у хибридне. Њихов садржај је могуће мењати неограничен број пута, али им не треба освежавање како би га чувале. Такве су EEPROM и флеш меморија као наследници ROM-а и NVRAM као изданак SRAM-а. EEPROM се брише помоћу софтвера. Овај најфлексибилнији тип ROM-а се користи за чување BIOS у рачунарима. Спорији је од RAM-а и скупљи. Флеш меморија је веома слична EEPROM-у, само што је бржа приликом приступања и јефтинија. Разлика је у томе што флеш меморија ради са секторима, а не бајтовима, због чега је и бржа. NVRAM у ствари представља SRAM с батеријом која чува интегритет садржаја.

## Типови RAM-а
Три главна типа модерног RAM-а су SRAM, DRAM и PRAM. У SRAM-у, део података је чуван коришћењем стања флип флопова. Ова врста RAM-а је скупља за производњу, али је бржа и захтева мање струје од DRAM-а и у модерним рачунарима се чешће користи као кеш меморија за ЦПЈ.
DRAM чува део података коришћењем транзистора и кондензатора, који заједно чине меморијску ћелију. Кондензатор држи високо или ниско стање (1 или 0), а транзистор се понаша као прекидач који допушта контроли на чипу да чита стање кондензатора и да га мења. Пошто је овај тип меморије јефтинији од SRAM-а, доминантан је у рачунарској меморији у данашњим рачунарима.
И статички и динамички RAM су непостојани, јер се њихово стање губи ако нестане струје. RAM који не губи садржај по нестанку напајања (NVRAM). ROM са друге стране заувек чува податке тако што трајно укључује или искључује изабране транзисторе тако да меморија не може да се мења. Варијанте ROM-а на које може да се пише као што су EEPROM и флеш меморија деле особине и са ROM-ом и са RAM-ом, што омогућава подацима да истрају без струје и да се ажурирају без посебне опреме. Ове истрајне форме полупроводничког ROM-а користе USB флешеви, меморијске картице и тако даље. ЕЦЦ меморија има специјална кола за детектовање и поправљање случајних (меморијских) грешака у сачуваним подацима.
Неке RAM меморије имају више приступних магистрала, за више независних корисника. По томе се деле на:
- Двопортни RAM - RAM са два комплетна независна порта, приступна пута.
- Видео RAM - двопортни RAM у које је једна магистрала нуди само секвенцијални приступ.

Генерално термин RAM се односи на уређаје са меморијом чврстог стања и специфично главну меморију у већини рачунара. У оптичким медијумима, термин DVD-RAM је погрешан јер не мора да се брише пре поновног коришћења. Он се понаша као тврди диск или спорије.
Савремени оперативни системи омогућавају симулацију RAM меморије на тврдим дисковима у виду виртуелне меморије.

## Врсте RAM-а
Као што смо рекли, динамички РАМ се користи као системска меморија у рачунарима. Ради лакше манипулације, меморија се уграђује на меморијске модуле који су се током развоја рачунарске индустрије мењали. Меморија се разликује по изгледу и типу технологије. Када се изглед, то јест тзв. фактор облика (form factor) узима у обзир, гледају се димензије меморијског модула и број и распоред контаката (пинова). Највећи број компјутерских система подржава само један тип меморијских модула, мада у прелазним периодима плоче често подржавају два типа меморије (по старијем, одлазећем и новијем, долазећем стандарду). Основни фактори облика меморијских модула су SIMM, DIMM, SO-DIMM, RIMM и SO-RIMM. Разликовање меморијских модула по употребљеној технологији знатно је компликованије јер потпуно различити типови меморије могу користити исти фактор облика. Главне технологије у употреби код меморија су FPM, EDO, SDRAM, DDR SDRAM и DDR2 SDRAM и Direct Rambus.

### SIMM
Први меморијски модули који су се масовно производили били су 30-пински SIMM-ови (Single In-line Memory Module) који су радили на 5 V. Могли су да буду без паритета (тада су имали два или осам чипова по SIMM-у) или са паритетом (имали су три или девет чипова по SIMM-у). Правили су се са капацитетима између 256 KB и 8 MB и морали су да се инсталирају у пару. Податке су преносили осмобитно и коришћени су у 286, 386 и раним 486 и Епловим рачунарима.
Врло брзо у употребу су ушли 72-пински модули. Могли су да буду без паритета или са њим и долазили су са капацитетима од 4 MB, 8 MB, 16 MB и 32 MB. Производили су се за две волтаже, од 5 и 3,3 V. Ови модули су били 32-битни и коришћени су у каснијим 486 и раним Pentium рачунарима, као и у каснијим моделима Еплових рачунара. Код већине 486 плоча било је могуће ставити један 72-пински SIMM, док су Pentium и PowerMac захтевали SIMM-ове у пару.

### DIMM
Како је расла потреба за већом количином радне меморије, а расположив простор на матичној плочи се смањивао, тако се јавило DIMM (Dual In-line Memory Module) решење. Ради се о модулима који имају одвојене пинове с обе стране меморијске плоче, а њихов број може бити 100, 168 или 184 (и SIMM-ови имају пинове с обе стране плоче, али су одговарајући пинови међусобно спојени).
У штампачима се користе стопински DIMM-ови, а капацитет им се креће између 16 и 128 MB. Податке преносе 64-битно, а постоје у варијантама FPM и EDO, као и SDRAM.
Најраспрострањенији су 168-пински модули. Као FPM и EDO модули раде на напонима од 3,3 и 5 V, а као SDRAM на 5 V. Податке преносе 64-битно и долазе у капацитетима од 16, 32, 64, 128, 256, 512 MB и 1 GB. Имају два зареза на основи која иде у меморијски слот.
DIMM модули са 184 пина су по димензијама идентични 168-пинским. Како би се избегло убацивање у погрешан слот, имају само један зарез на основи. Раде на 2,5 V и податке преносе 64-битно. Овај облик модула користе DDR SDRAM меморије.
Меморијски модули са 240 пинова раде на 1,8 V и имају 64-битни проток. Овај облик се употребљава за DDR2 меморијске модуле. Пошто ови модули нису компатибилни са 184-пинским DDR слотовима због различите конфигурације пинова и волтаже, зарез на основи се налази на другом месту.

### FPM DRAM
FPM (Fast Page Mode) био је уобичајени стандард за DRAM. Меморијске ћелије у чипу су организоване по редовима (роwс или пагес). Свака ћелија има своју адресу сачињену од редног броја реда и редног броја у оквиру реда. FPM убрзава приступ меморији тако што је довољно само једном навести број реда за очитавање различитих ћелија у оквиру истог реда, а не сваки пут комплетну адресу ћелије.

### EDO DRAM
EDO (Extended Data Out) био је следећа иновација у меморијским технологијама која је коришћена у конфигурацијама без паритета, од Pentiuma надаље. EDO је сличан FPM-у, али је додатно убрзавао узастопна читања меморијских ћелија тако да је пружао убрзања од 10 до 15% у односу на FPM.

### SDRAM
SDRAM (Synchronous DRAM) користи такт магистрале како би синхронизовао улаз и излаз сигнала који је опет синхронизован с тактом процесора. На тај начин процесор зна када ће подаци бити доступни и може да се бави нечим другим до тог тренутка. Ова технологија је знатно бржа од FPM и EDO DRAM-ова. SDRAM се везује за такт па у ознаци има и вредност брзине магистрале у мегахерцима (на пример, PC66 SDRAM). PC100, PC133 и PC150 SDRAM-ови испуњавају Интелову спецификацију за производњу меморијских чипова који раде са чип-сетом i440BX који је радио на 100/133 MHz.

### DDR SDRAM
DDR SDRAM (Double Data Rate SDRAM) је развијен на темељима PC100/PC133 технологије. За разлику од SDRAM-a, DDR SDRAM подржава две операције по циклусу тако да ради дупло брже од одговарајућег SDRAM-а. Тако у систему с магистралом од 100 MHz DDR меморија ради на 200 MHz. Ознаке меморијских чипова имају вредност на којој раде (рецимо DDR200). Ознаке DDR модула се праве на основу њиховог максималног протока у секунди (па се тако DDR DIMM који ради на 200 MHz назива PC1600 DIMM, јер има проток од 1600 Mbit/s).
Ovde je bitno naglasiti da tzv. Dual Channel tehnologija koja duplira maksimalni protok nije oznaka posebnog tipa DDR memorije, već karakteristika ploče koja ima dva memorijska kontrolera i na taj način efektivno duplira protok. Bilo koji DDR modul može da radi kao Dual Channel, bitno je samo da se u ploču stave dva (tehnološki) identična modula po kanalu.

### DDR2 SDRAM
DDR2 је еволуција DDR меморије која нуди веће брзине, већи проток и мању потрошњу и загревање. Номенклатура је иста као код DDR-а, па тако меморијски чип који ради на плочи с магистралом од 200 MHz има брзину 400 MHz и ознаку DDR2-400, а ознака одговарајућег модула је PC2-3200.

### SO-DIMM
SO-DIMM (Small Outline Dual In-line Memory Module) је подваријанта DIMM модула која се уграђује у преносне рачунаре. Ови модули су малих димензија и имају 72, 144 или 200 пинова. Они са 72 пина су капацитета 8, 16 и 32 MB и нуђени су као FPM и EDO модули волтаже 3,3 V. Њихов проток је 32-битни и уграђивани су у Pentium II лаптопе.
Они са 144 пина су коришћени у PC66 и PC100 SDRAM лаптопима и пружају 64-битни проток. Капацитет им је између 16 MB и 256 MB по модулу.
Двестапински су најсавременији и у питању су DDR SO-DIMM, као и DDR2 SO-DIMM модули. Разлика између последња два је у волтажи на којој раде и у зарезу на основи.

### RIMM
RIMM (Rambus In-line Memory Module) јесте 184-пински модул прекривен алуминијумским хладњацима јер се овај тип меморије много греје због велике брзине приступа (600, 700, 800 MHz) и протока од само 16 бита. Такође, сами чипови су прилично осетљиви. Ови модули раде на напону од 2,5 V који се интерно спушта на 0,5 V када год је могуће, како би се смањило загревање. Зарези на основи спречавају стављање RIMM модула у DDR слотове. На овом фактору облика се налазе само Direct Rambus меморијски модули.

### SO-RIMM
SO-RIMM (Small Outline RIMM) је исто што и SO-DIMM у односу на DIMM. У питању је 160-пински меморијски модул који ради на 2,5 V и по изгледу подсећа на SO-DIMM, осим што има зарезе на основи на различитом месту и алуминијумске хладњаке преко чипова.

### RDRAM
RDRAM (Rambus DRAM) или Direct Rambus је иновативна технологија која је била неупоредиво бржа од конкурентских када се појавила (300% у поређењу са тадашњом SDRAM технологијом). Ова технологија се базирала на 16-битном Direct Rambus каналу који је радио на такту већем од системског (400 MHz). Direct Rambus меморије раде на такту дупло бржем од те магистрале, а у имену ознаке се налази њихова брзина (рецимо, PC800). На тај начин је постизан проток од 1600 Mb/s (што се може упоређивати са DDR меморијом).

## Хијерархија меморије
Многи рачунарски системи имају ову хијерархију која се састоји од регистара централне процесорске јединице, SRAM кеша на чипу, екстерни кеш, DRAM и виртуелну меморију на тврдом диску. Сву ову меморију произвођачи зову RAM чак иако разни подсистеми могу имати различита времена приступа. Чак у хијерархији са нивоима попут DRAM-а, специфични ред, колона, ранг, канал компоненти чине да ово време варира. Свеобухватни циљ меморијске хијерархије је имати најбоље могуће перформансе и смањење цене целог меморијског система (меморијска хијерархија прати приступна времена са брзим ЦПЈ регистрима на врху и спорим тврдим диском на дну).
У већини модерних рачунара, RAM долази у облику меморијских модула или DRAM модула. Ови модули се могу брзо заменити ако се покваре или када затреба већи капацитет. Као што је речено, мале количине RAM-а (углавном SRAM) је интегрисано на ЦПЈ и на друга места на матичној плочи, као и на тврдим дисковима, CD-овима, и осталим деловима рачунарског система.

### Виртуелна меморија
Већина модерних ОС имају метод за ширење капацитета RAM-а, познатије као виртуелна меморија. Део тврдог диска се остави за paging file или scratch partition, и комбинација физичког RAM-а и фајла чине целу меморију система. Када систему остане мало физичке меморије, може да замени делове RAM-а у фајл и да направи простора за нове податке, као и да врати претходно замењене информације назад у RAM. Прекомерно коришћење овога се зове трешинг и генерално умањује системске перформансе, пошто је тврди диск много спорији од RAM-а.

### RAM диск
Софтвер може да партиционише део рачунарског RAM-а, што му омогућава да ради као много брже тврди диск који се зове RAM диск. RAM диск губи постављене податке када је рачунар угашен, осим ако је укључен стендбај режим.

### Сенка RAM
Некад, садржаји релативно спорог ROM чипа се копирају на читај/пиши меморију да омогући бржи приступ. ROM се тада гаси, док се иницијализована меморија пали на истом блоку адреса (често заштићена од писања). Овај процес се понекад зове сенчење, и чест је у рачунарима и уграђеним системима.
Као заједнички пример, БИОС у типичном рачунару има опцију “користи сенка БИОС“ или слично. Када се укључи функције се ослањају на податке из БИОС-овог ROM-а ће уместо тога користи DRAM локације. Зависно од система, ово не мора да побољша перформансе, али може да направи некомпатибилност. На пример неком хардверу ОС не може да приступи ако ова опција није укључена. На неким системима добици су хипотетички јер се БИОС не користи након бутовања у корист директног хардверског приступа. Слободна меморија је смањена за величину ROM-а у сенци.

## Скорашњи развоји
Неколико нових постојаних RAM-ова се развијају, који ће чувати податке након гашења. Технологије које се користе укључују угљеничне наноцеви и ефекат магнетног тунела. Међу првом генерацијом МRAM-а 128 кибибајта (128 × 210 бајта) магнетног RAM-а на чипу је направљен са 0.18 µm технологијом у лето 2003. Инфинион Текнолоџис је јуна 2004 открио прототип од 16 мебибајта базиран на истој технологији. Постоје две технике друге генерације у развоју: термално асистирано прекидање (ТАС) кога развија Крокас Текнолоџи, и трансфер обртног момента спина (СТТ) на којем раде Крокас, Хајникс, IBM и неколико осталих компанија. Нантеро је направио функционални прототип базиран на угљеничној наноцеви од 10 гибибајта. Видеће се да ли ће нека од ових технологија евентуално узети део колача DRAM-у, SRAM-у и флеш технологији.

## Меморијски зид
Меморијски зид је растући диспаритет у брзини CPJ и меморији ван CPJ. Битан разлог за ово је ограничени бендвит између граница чипа. Од 1986. до 2000, ЦПЈ брзине су расле на годишњем нивоу од 55% док су меморијске брзине расле за 10%. Због ових трендова, очекује се да латенција меморије постане уско грло рачунарских перформанси.
Побољшања брзина централне процесорске јединице је углавном због физичких баријера и због тога што је садашњи дизајн већ ударио у меморијски зид у одређеном смислу.